# Ludwig Leissner
Carl Ludwig Gottlob Leissner, född 1782 i Leipzig, död den 15 december 1860 i Karlshamn, apotekare.
Han inflyttade till Sverige 1815 och bosatte sig i Blekinge. Först i Olofström som fabrikör av sirap, sprit, likör och punsch på Holje bruk, som ägdes av överste Carl von Dannfelt. Från 1825 till 1859 bedrev han tillverkningen på, och ägde, gården Ekeberg "Leisagården" i Mörrums socken. År 1859 flyttade han till Karlshamn. Gravstenen över Ludwig Leissner och hans svenska hustru Dorothea, född Norling, står alltjämt kvar vid kyrkan i Karlshamn.